# Козлов, Михаил Фёдорович
Михаил Фёдорович Козлов (1922—1944) — Гвардии старший сержант Рабоче-крестьянской Красной Армии, участник Великой Отечественной войны, Герой Советского Союза (1944).

## Биография
Михаил Козлов родился 25 апреля 1922 года в селе Бырка (ныне — Приаргунский район Забайкальского края). Получил начальное образование, после чего работал в колхозе. В сентябре 1941 года Козлов был призван на службу в Рабоче-крестьянскую Красную Армию. С декабря 1943 года — на фронтах Великой Отечественной войны. К июню 1944 года гвардии старший сержант Михаил Козлов командовал отделением 201-го гвардейского стрелкового полка, 67-й гвардейской стрелковой дивизии, 23-го гвардейского стрелкового корпуса, 6-й гвардейской армии, 1-го Прибалтийского фронта. Отличился во время освобождения Витебской области Белорусской ССР.
24 июня 1944 года Козлов в составе передовой штурмовой группы под вражеским огнём переправился через Западную Двину в районе деревне Дворище Бешенковичского района и захватил позиции на её западном берегу, после чего удерживал их, отразив несколько вражеских контратак. В том бою Козлов получил ранения, от которых через некоторое время скончался.
Указом Президиума Верховного Совета СССР от 22 июля 1944 года гвардии старший сержант Михаил Козлов посмертно был удостоен высокого звания Героя Советского Союза. Также посмертно был награждён орденом Ленина.